# Ilha Grande de Gurupá
Ilha Grande de Gurupá är en ö i Brasilien.   Den ligger i delstaten Pará, i den norra delen av landet, 1 700 km norr om huvudstaden Brasília. Arean är 3 658 kvadratkilometer.
Terrängen på Ilha Grande de Gurupá är mycket platt. Öns högsta punkt är 39 meter över havet. Den sträcker sig 108,1 kilometer i nord-sydlig riktning, och 85,7 kilometer i öst-västlig riktning.
I omgivningarna runt Ilha Grande de Gurupá växer i huvudsak städsegrön lövskog. Runt Ilha Grande de Gurupá är det mycket glesbefolkat, med 3 invånare per kvadratkilometer.